# Curtiss Falcon
Curtiss Falcon — название серии военных бипланов, построенных американской фирмой Curtiss-Wright в течение 1920-х годов. Поступили на вооружение в 1925 году и выполняли первоочерёдные задания до 1934 года. В армии они получили названия О-1,О-11, или же А-3. Флотский вариант получил название F8C и способность к атаке с пикирования, а вариант для Корпуса морской пехоты — еще и новое название — Helldiver, став первым самолетом с этим именем.

## Конструкция
Первым прототипом самолета стал XO-1. Как позднее оказалось, концепция двигателя была неудачной. Следующий прототип, XO-2, одержал победу в соревновании 1924 года. На этот раз конструкторы учли недостатки предшественника, и самолёт был оборудован 435-сильным двигателем Кёртисс V-1150 (D-12).
Самолёт мало чем отличался от других бипланов того времени. Самолёты имели деревянную конструкцию крыльев и неубирающееся шасси. Позднее в хвостовой части было установлено третье колесо.
Самолёт был заказан военными: первый заказ был сделан зимой 1927 года: 6 самолётов, второй заказ — 78 улучшенных моделей. Первый самолёт был поставлен в октябре 1927 года.

## Модификации

### Самолёты ВВС США
• A-3 (O-1B)

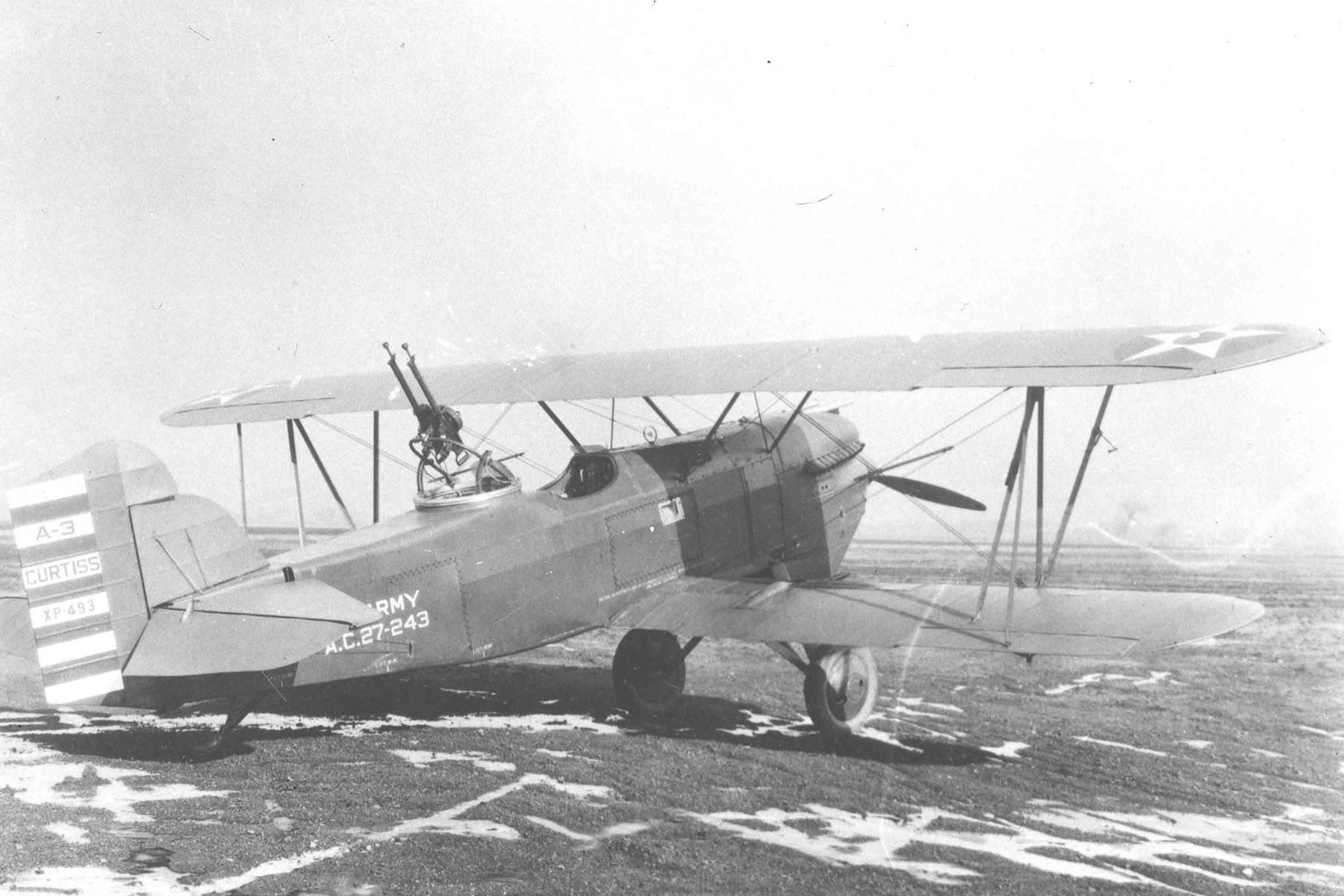
Curtiss A-3

Штурмовик, Так же именуется как модель 44. Вооружался двумя 7,62-мм пулемётами. Мог нести 91-килограммовые бомбы. Построено 76 самолётов (в том числе — 20 не принятых самолётов).
• A-3A (O-1E)
Тренировочный вариант. Всего 6 моделей.
• A-3B (O-1E)
Самолёт вооружался шестью пулемётами. Построено 78 экземпляров.
• ХА-4
Самолёт с двигателем Pratt & Whitney R-1340-1. Всего 1 самолёт.
• A-5
Вариант с установленным двигателем Conqueror Curtiss V-1570
• A-6
Предлагалась установка двигателя Curtiss H-1640 на самолёт А-3
• XBT-4

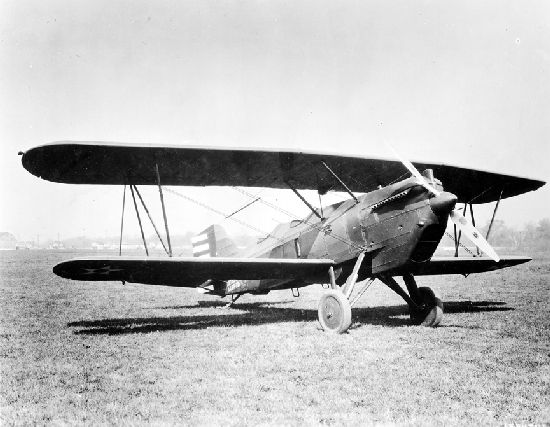
XBT-4

Другое название — модель 46. Тренировочный самолёт. Один экземпляр.
• XO-1
Прототип с двигателем Liberty 12A. Позже был перестроен для использования двигателя Packard 1A-1500.
• O-1
Другое название — модель 37А, десять единиц построено.
• O-1A, O-1B, O-1C, O-1E, O-1F, O-1G, O-11, XO-11, XO-12, XO-13, XO-13A, O-13B, YO-13C, YO-13D, XO-16, XO-18, Y1O-26, O-39
Модификации O-1 или переименованные самолёты. Оснащались более мощными или более современными двигателями Liberty, Curtiss D-12D (V-1150-3), Curtiss D-12E (V-1150-5), Wright R-1820F-2 Cyclone, или Conqueror. Некоторые были переоборудованы в транспортные.

### СамолётыВМФ США
• XF8C-1
Вариант самолёта XO-12, разработанный для ВМС США. Построено 2 самолёта. Позднее один прототип был оборудован двигателем Chieftain.
• F8C-1 (OC-1)
На самолёте устанавливался 420-сильный двигатель Pratt & Whitney R-1340 Wasp. 10 экземпляров было построено.
• F8C-3 (OC-2)
21 самолёт был построен в 1928 году.
• F8C-5 (O2C-1)
Модель 49B. В период с 1930 по 1931 построено 63 модели. В 1931 году построено ещё 30 экземпляров O2C-1.
• O2C-2
Два переименованных самолета (XF8C-6 и XF8C-8). Позднее один самолёт был оборудован двигателем R-1510.

## Эксплуатация

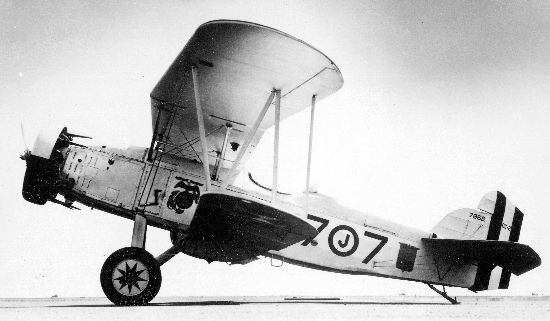
Самолёт OC-2

Самолёт использовался для наблюдения и снабжения.
Самолёты F8C-1 и F8C-2 (OC-1 и OC-2) использовались в качестве истребителей-паразитов, а в дальнейшем — бомбардировщиков.
Самолёты Curtiss Falcon приняли участие в Бразильской революции 1932 года, поддерживая войска Сан-Паулу.
Ещё три самолёта выполнили миссию бомбардировки войск Парагвая в войне Чако 1932-35 годов. А один самолёт воевал за ВВС Колумбии в войне против Перу.
Самолеты F8C снялись в знаменитом фильме «Кинг Конг» 1933 г.

## ЛТХ
Технические характеристики
- Экипаж: 2 (пилот и наблюдатель(стрелок))
- Длина: 8,28 м
- Размах крыла: 11,58 м
- Высота: 3,2 м
- Площадь крыла: 32,8 м²
- Масса пустого: 1,304 кг
- Нормальная взлётная масса: кг
- Силовая установка: 1 × поршневой Curtiss D-12E (V-1150-5)
- Мощность двигателей: 1 × 435 л.с. (1 × 324)

Лётные характеристики
- Максимальная скорость: 223,7 км/ч
- Крейсерская скорость: 177 км/ч
- Практический потолок: 4298 м
- Скороподъёмность: 289 м/мин

Вооружение
- Стрелково-пушечное: 4 × 7,62 мм M1919 пулеметов Браунинг и 2 × 7,62 мм пулеметы Льюиса
- Бомбы: 91 кг бомб